# Critics' Choice Movie Award du meilleur montage
Le Critics' Choice Movie Award du meilleur montage (Broadcast Film Critics Association Award for Best Editing) est une récompense décernée aux professionnels de l'industrie du cinéma par le jury de la Broadcast Film Critics Association depuis 2010.

## Palmarès

### Années 2010
- 2010[1] : Avatar
  - Démineurs (The Hurt Locker)
  - Nine
  - In the Air (Up in the Air)
  - Inglourious Basterds

- 2011[2] : Inception
  - 127 Heures (127 Hours)
  - Black Swan
  - The Social Network

- 2012[3] : Millénium : Les Hommes qui n'aimaient pas les femmes (The Girl with the Dragon Tattoo)
  - The Artist
  - Cheval de guerre (War Horse)
  - Drive
  - Hugo Cabret (Hugo)

- 2013[4] : Zero Dark Thirty – William Goldenberg et Dylan Tichenor
  - Argo – William Goldenberg
  - Lincoln – Michael Kahn
  - Les Misérables – Melanie Ann Oliver et Chris Dickens
  - L'Odyssée de Pi (Life Of Pi) – Tim Squyres

- 2014[5] : Gravity – Alfonso Cuarón et Mark Sanger
  - American Bluff (American Hustle) – Alan Baumgarten (en), Jay Cassidy et Crispin Struthers
  - Capitaine Phillips (Captain Phillips) – Christopher Rouse
  - Le Loup de Wall Street (The Wolf of Wall Street) – Thelma Schoonmaker
  - Rush – Daniel P. Hanley et Mike Hill
  - Twelve Years a Slave – Joe Walker

- 2015[6] : Birdman – Douglas Crise et Stephen Mirrione
  - Boyhood – Sandra Adair
  - Gone Girl – Kirk Baxter
  - Interstellar – Lee Smith
  - Whiplash – Tom Cross

- 2016 : Mad Max: Fury Road – Margaret Sixel
  - The Big Short : Le Casse du siècle (The Big Short) – Hank Corwin
  - Seul sur Mars (The Martian) – Pietro Scalia
  - The Revenant – Stephen Mirrione
  - Spotlight – Tom McArdle (en)

- 2017 : La La Land – Tom Cross
  - Premier Contact (Arrival) – Joe Walker
  - Tu ne tueras point (Hacksaw Ridge) – John Gilbert
  - Moonlight – Joi McMillon et Nat Sanders
  - Sully – Blu Murray

- 2018 : (ex æquo)
  - Baby Driver – Paul Machliss (en) et Jonathan Amos
  - Dunkerque (Dunkirk) – Lee Smith
    - Blade Runner 2049 – Joe Walker
    - Pentagon Papers (The Post) – Michael Kahn et Sarah Broshar
    - La Forme de l'eau (The Shape of Water) – Sidney Wolinsky

- 2019 : First Man : Le Premier Homme sur la Lune (First Man) – Tom Cross
  - A Star Is Born – Jay Cassidy
  - Vice – Hank Corwin
  - Roma – Alfonso Cuarón et Adam Gough
  - La Favorite (The Favourite) – Yorgos Mavropsaridis
  - Les Veuves (Widows) – Joe Walker

### Années 2020
- 2020 : 1917 – Lee Smith
  - Uncut Gems – Ronald Bronstein et Ben Safdie
  - Le Mans 66 (Ford v Ferrari) – Andrew Buckland et Michael McCusker
  - Parasite – Yang Jin-mo
  - Once Upon a Time… in Hollywood – Fred Raskin
  - The Irishman – Thelma Schoonmaker

- 2021 : (ex æquo)
  - Les Sept de Chicago (The Trial of the Chicago 7) – Alan Baumgarten
  - Sound of Metal – Mikkel E.G. Nielsen
    - Kirk Baxter pour Mank
    - Jennifer Lame pour Tenet
    - Yorgos Lamprinos pour The Father
    - Chloé Zhao pour Nomadland

- 2022 : Sarah Broshar et Michael Kahn pour West Side Story
  - Úna Ní Dhonghaíle pour Belfast
  - Andy Jurgensen pour Licorice Pizza
  - Peter Sciberras pour The Power of the Dog
  - Joe Walker pour Dune

- 2023 : Paul Rogers – Everything Everywhere All at Once
  - Tom Cross – Babylon
  - Eddie Hamilton – Top Gun: Maverick
  - Stephen E. Rivkin, David Brenner, John Refoua et James Cameron – Avatar : La Voie de l'eau (Avatar: The Way of Water)
  - Matt Villa et Jonathan Redmond – Elvis
  - Monika Willi – Tár

- 2024 : Jennifer Lame – Oppenheimer
  - William Goldenberg – Air
  - Nick Houy – Barbie
  - Yorgos Mavropsaridis – Pauvres Créatures (Poor Things)
  - Thelma Schoonmaker – Killers of the Flower Moon
  - Michelle Tesoro – Maestro

- 2025 : Marco Costa pour Challengers
  - Sean Baker pour Anora
  - Nick Emerson pour Conclave
  - Dávid Jancsó pour The Brutalist
  - Joe Walker pour Dune, deuxième partie (Dune: Part Two)
  - Hansjörg Weißbrich pour September 5